# 確認代願
確認代願（かくにんだいがん）は、建築確認申請を通すことのみを目的とした書類・設計図書を作成する業務。確認申請代願ともいう。
これは業界内で単に代願・代願申請と呼ばれているのみであり、明確な規定がある言葉ではないが、「設計等の業務に関する報告書の作成及び報告の手引き」といった当該建築設計事務所が行っている業務を報告させる報告書の作成において、業務区分に「代願」を記させる項目がある。
往々にして、設計者・工事監理者が不在な建築現場になり、欠陥住宅を生み出す原因になっている。

## 概略
4号建築物に関する建築確認申請では、4号特例によって構造関係の規定を初めとする多くの単体規定の審査が簡略化されている。審査担当者がそれらの規定を審査しない以上、実際には構造などが検討されていない、設計者不在の建物でも確認申請が下りてしまうことになる。
ここに代願申請が発生する余地がある。
建築確認申請は、設計と工事監理に責任をもってあたる建築士が選任されていることを前提としている。建築確認申請の審査にかかる期間については、日本の場合は受理した日から 35 日以内（木造2階建住宅のような小規模のものについては7日）となっている。
建築士の資格を持たない、あるいは、資格はあるが建築士事務所を設置していないなどの理由で設計業務を受託することができない者（その中には実際に設計能力が無い者も含まれる）が設計を行った場合、そのままでは確認申請を出すことができない。このため、申請時は別の建築士（建築士事務所の登録を行い、建築設計業務を受託することができる者）が設計者であるかのように記載して、その建築士が確認申請を行う。
これがいわゆる代願申請であり、確認申請（設計と工事監理）の実効性を失わせるような行為となっている。また、この構図が欠陥住宅が生まれる原因の一つとなっている。
ニューヨーク市において建築確認申請を行うには、エキスペダイター（Expediter、直訳すると「迅速処理者」）という申請代行業者がいる。市の建築基準法のほかに施行規則や運用規程等の細かい規定や建築確認申請の流れやしくみにも精通し、申請を提出する市の建築局（Department of Buildings（略称DOB）に日頃から出入りしていることにより、処理が早いとされる。他にProfessional Certification Program101（専門家による認証プログラム）という申請方法がある。これはRA（建築家）か PE（エンジニア）が自らの責任でもって審査し申請することが可能としたもので、手数料は通常の申請と同じとなるが審査の時間を短縮することができる。ただし、申請件数の 2割が市の監査対象となり、是正が生じた場合設計者がその費用を負担しなければならないというリスクが生じる。市の建築確認申請の情報は DOBのウェブサイトにあるデータベース、BIS（Buildings Information System102の略 建物情報システム）に登録され、審査の状況を把握できるほか、工事許可証等を入手することもできる。さらにBIS には建築物の概要、検査の合否、違反行為の履歴等も登録されており、一般市民も閲覧することができる。

## 工事監理者の問題
建築確認申請には工事監理者の氏名を記入しなくてはならず、以前は代願者が監理を行う契約がない場合にも自らの氏名を記入していた。ただし、実際に監理を行わないまま確認申請と違う建物が建てられたり欠陥住宅が施工された場合に、責任を追及される事が判例で明確になっている。

## 問題のない代願
こうして問題視されている代願行為であるが、これと似ているものの、実際には問題のない場合もあるので注意が必要である。
まず、実際に資格も能力もある者が設計を行い、確認申請書の設計者欄にはその者の名前を記入した上で、別の建築士が代理者となって手続きを行うような場合である。これは例えば、事業所から遠く離れた場所で建築するような場合や、ハウスメーカーが広い地域に多くの注文を受けているような場合に、しばしば見られる。確認申請の手続きを設計者自身が行うよりも、現地に近い設計事務所に手続きを委託したほうが都合がよい場合もあるからである。申請書の代理者欄には、手続きの委任を受けた地元の設計事務所の担当者の名前が記載される。
こうして手続きのみを委託する理由は様々である。単に役所に何度も足を運ぶ労力の問題から、地元の役所の流儀を熟知している（特定行政庁ごとに提出書類の書き方が微妙に違うため、その流儀を知らない遠隔地の設計者が手続きを行うと苦労することが多い）、時には担当者と顔見知りで手続きが進めやすい、など。
これは法的にも認められた行為であり、また、設計内容について実際に設計を行った者が責任を負うため、現実にもほとんど問題のない行為である。
なお理論上、手続きのみであれば行政書士が行うこともできるが、現実には建築関連法規を熟知した建築士のほうが手続きをスムーズに進められることが多いため、行政書士が代理者となるケースは極めて希である。